# Cotorreta de D'Achille
La cotorreta de D'Achille (Nannopsittaca dachilleae) és una espècie d'ocell de la família dels psitàcids que habita la selva humida del sud-est del Perú i nord-oest de Bolívia.